# Robert Marchand
Robert Marchand (Amiens, 26 de noviembre de 1911-Mitry-Mory, 22 de mayo de 2021) fue un ciclista francés centenario reconocido por la práctica de su deporte y la obtención de diversas plusmarcas mundiales después de cumplir los cien años de edad.

## Biografía

### Infancia
Nació en la localidad de Amiens. Hijo de Louis Marchand y Lucienne Décousu (1888-1979). Su infancia estuvo marcada por la Primera Guerra Mundial que estalló en 1914. Al estar la casa familiar cerca de la línea del frente, Robert Marchand marchó a una granja en Bourbon-l'Archambault, en el departamento de Allier. Después del Armisticio, se reunió con sus padres en Fontenay-sous-Bois. En 2013, entrevistado por la prensa, evocaba el recuerdo imperecedero del día en que los prusianos entraron en Amiens en agosto de 1914. Tenía entonces dos años y nueve meses. La breve ocupación de la ciudad tuvo lugar en realidad en septiembre.

### Inicios deportivos
Antes de introducirse en el ciclismo, se inició brevemente en la práctica del boxeo con su padre, pero, este deporte no le agradaba y comenzó a practicar gimnasia y se convirtió en 1924, en "campeón de Francia" en la modalidad de Pirámide o torres.
En 1934, Robert Marchand trabajó como instructor de gimnasia. Entre tanto, descubrió el ciclismo y compró su primera bicicleta en 1925. Ganó su primera carrera en Claye-Souilly, a los catorce años, con un nombre falso porque debía tener al menos quince años para poder participar.
A pesar de tener cierto talento, se lo consideró demasiado pequeño para ser profesional. Abandonó el ciclismo y no reanudó la práctica de la bicicleta hasta 1937, en pista y en la carretera, pero con menor intensidad.

### Vida laboral
Robert Marchand nunca ha sido un deportista profesional y ha realizado múltiples trabajos a lo largo de su vida. Fue bombero de París entre 1932 y 1936, profesión que se vio obligado a abandonar por negarse a obedecer. Se mudó a Venezuela en 1947, donde trabajó como granjero de pollos, operador de máquinas y plantador de caña de azúcar. Regresó a Francia entre 1953 y 1957 y luego se fue a Canadá para trabajar como leñador, lo que encontró demasiado difícil. Volvió a Francia en 1960 y trabajó desde entonces como jardinero, vendedor de zapatos y luego comerciante de vinos.